# Cruising (película)
Cruising (en España: A la caza, en Hispanoamérica: Cacería) es una película policíaca estadounidense de 1980, dirigida por William Friedkin y protagonizada por Al Pacino, Paul Sorvino y Karen Allen.
El título hace referencia al término del argot gay inglés cruising, que indica la actividad de buscar encuentros sexuales en lugares públicos y a la vez significa 'patrullar'. Aunque en su momento fue polémica por su retrato de los ambientes sadomasoquistas homosexuales, en la actualidad se la considera una película de culto.

## Argumento
En el río Hudson de la ciudad de Nueva York, en pleno verano, aparecen flotando partes de cuerpos masculinos. La policía sospecha que es el trabajo de un asesino en serie que está recogiendo homosexuales en bares del West Village como Eagle's Nest, Ramrod y Cock Pit, para luego llevarlos a moteles baratos, donde los ata y apuñala hasta matarlos. 
El oficial Steve Burns (Al Pacino), que se asemeja al perfil de las víctimas, es enviado de encubierto por el Capitán Edelson (Paul Sorvino) al mundo urbano en el Distrito Meatpacking para rastrear al asesino. Al principio, Burns es reacio a aceptar la asignación, pero es ambicioso y ve un caso de alto perfil como una forma de avanzar rápidamente en su carrera y convertirse en detective. Alquila un departamento en el área y se hace amigo de un vecino, Ted Bailey (Don Scardino), un joven dramaturgo que brinda asistencia técnica para pagar las cuentas. Mientras intenta infiltrarse en los suburbios, el asesino continúa con su masacre. El trabajo encubierto de Burns afecta su relación con su novia Nancy (Karen Allen), tanto por su negativa a contarle los detalles de su asignación actual como por su amistad en desarrollo con Ted, quien está teniendo problemas de relación con sus celoso y posesivo novio, Gregory (James Remar). 
Burns cree por error que un camarero, Skip Lee (Jay Acovone), podría ser el asesino. Este es capturado, humillado y golpeado por la policía para obligarlo a confesar, antes de descubrir que las huellas digitales de Skip no coinciden con las del asesino. Burns está perturbado por esta brutalidad policial, y le dice al Capitán Edelson que no firmó para que puedan arrestar a cualquiera y maltratarlo solo por ser homosexual. Agotado por su misión encubierta, Burns está cerca de renunciar, pero Edelson lo convence de continuar con la investigación. Edelson, a su vez, reprende a los oficiales detrás del violento interrogatorio. 
Siguiendo una nueva pista, Burns investiga a estudiantes de la Universidad de Columbia que estudiaron con una de las víctimas anteriores, un profesor universitario. Burns cree que ha encontrado al asesino en serie: Stuart Richards (Richard Cox), un estudiante de posgrado de música con trastorno esquizofrénico que lo ataca con un cuchillo en Morningside Park. Burns pone al hombre bajo custodia, pero poco después se encuentra el cuerpo mutilado de Ted. La policía desestima el asesinato, creyendo que fue tan solo una pelea de amantes, emitiendo una orden de arresto contra Gregory, con quien Burns anteriormente tuvo una pelea por su relación con Ted. 
Con la policía bajo la impresión de que los asesinatos se han resuelto porque Richards está bajo custodia, Burns regresa con Nancy. Mientras Burns se afeita la barba en el baño, Nancy se prueba su ropa, una gorra de cuero, gafas de aviador y una chaqueta de cuero, la misma ropa que usaba el asesino, mientras su novio se mira en el espejo y dirige su vista brevemente hacia la cámara.

## Reparto
- Al Pacino como Steve Burns
- Karen Allen como Nancy
- Paul Sorvino como Capitán Edelson
- Richard Cox como Stuart Richards
- Don Scardino como Ted Bailey
- Joe Spinell como Patrullero DiSimone
- Jay Acovone como Skip Lee
- Randy Jurgensen como Detective Lefransky
- Barton Heyman como Doctor Rifkin
- Gene Davis como DaVinci
- Arnaldo Santana como Loren Lukas
- Larry Atlas como Eric Rossman
- Allan Miller como Jefe de detectives
- Sonny Grosso como Detective Blasio
- Ed O'Neill como Detective Schreiber
- Michael Aronin como Detective Davis
- James Remar como Gregory
- William Russ como Paul Gaines
- Mike Starr como Patrullero Desher
- Steve Inwood como Martino
- Keith Prentice como Joey
- Leland Starnes como Jack Richards
- Robert Pope como Amigo de DaVinci
- Leo Burmester como Deportista
- Bruce Levine como Bailarín
- Charles Dunlap como Monte
- Powers Boothe como Vendedor de pañuelos
- James Sutorius como Jack
- Richard Jamieson como Mirón
- Jimmie Ray Weeks como Vendedor
- David Winnie Hayes como Camorrista
- Carmine Stippo como Camarero

## Producción

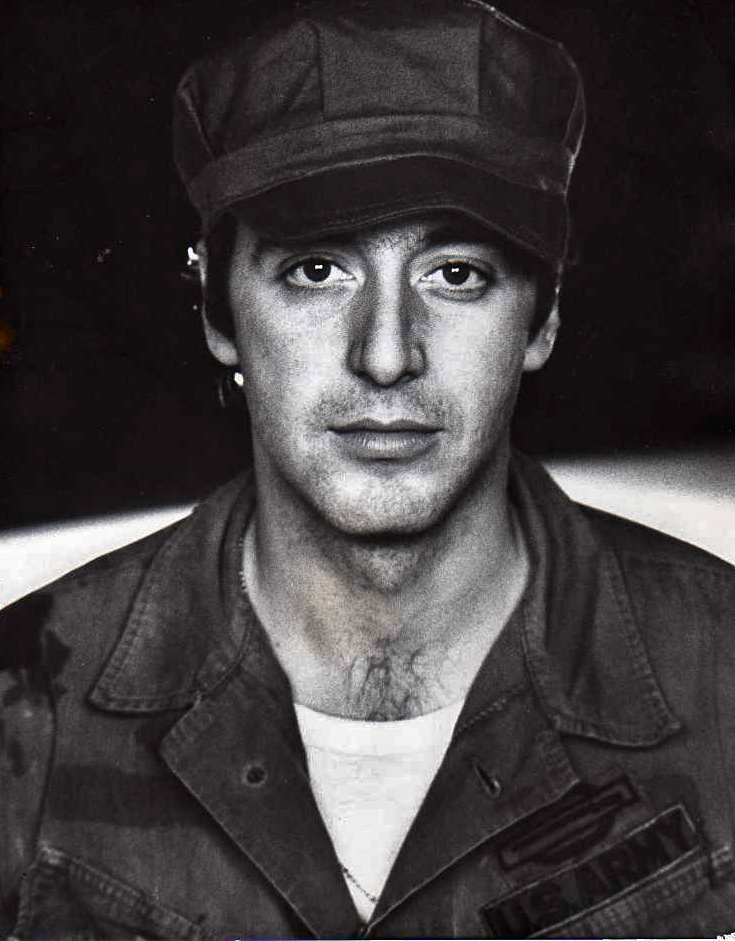
Al Pacino, protagonista de la película

Philip D'Antoni, que había producido la película de Friedkin de 1971 The French Connection, contactó con Friedkin con la idea de que dirigiera una película basada en la novela Cruising, del periodista del New York Times Gerald Walker, sobre un asesino en serie que tenía como objetivo la comunidad gay de Nueva York. Friedkin no estuvo particularmente interesado en el proyecto, y aunque D'Antino intentó incluir en el proyecto a Steven Spielberg tampoco lo consiguió. 
Unos pocos años después, Jerry Weintraub volvió a presentarle la idea a Friedkin, que volvió a rechazarla. Sin embargo el realizador cambió de opinión tras conocer la existencia de una serie de asesinatos sin resolver en los bares gay leather a principios de la década de 1970 por los artículos del periodista Arthur Bell en Village Voice. Durante el proceso de preproducción Friedkin también contó con la colaboración de algunos miembros de la mafia, que en aquel tiempo eran dueños de muchos de los bares gays de la ciudad.
Friedkin, además, conoció a un oficial de policía llamado Randy Jurgenson, que había tenido que infiltrarse de la misma forma que el personaje de Pacino para investigar la primera serie esos asesinatos. Posteriormente descubrió que Paul Bateson, un enfermero que había aparecido como secundario en la película de Friedkin El exorcista, había confesado alguno de esos crímenes. Todos estos factores influyeron para que Friedkin cambiara su punto de vista y quisiera hacer la película. Jurgenson y Bateson fueron asesores de la película, al igual que Sonny Grosso, quien asesorara a Friedkin en The French Connection. Jurgenson y Grosso aparecen fugazmente en la película.
Al Pacino no fue la primera opción de Friedkin para el protagonista. Richard Gere expresó un gran interés en el papel y Friedkin abrió negociaciones con el agente de Gere. Gere era el preferido por Friedkin, porque creía que podría darle un toque andrógino al papel que Pacino no podría dar.

## Postproducción
La Asociación Cinematográfica de Estados Unidos inicialmente dio a Cruising la calificación de X. Friedkin afirma que tuvo que llevar la película al consejo de la asociación cincuenta veces, pagar un coste de 50 000 dólares y borrar cuarenta minutos del metraje original para que la asociación la clasificara como R. Según el director, el metraje cortado era en su totalidad lo rodado en los clubs y consistía en «secuencias totalmente gráficas... que mostraban la más gráfica homosexualidad con Pacino observando y con la insinuación de que el personaje quizá podría haber participado en ellas».
En algunos debates Friedkin alegó que los cuarenta minutos que faltan no tuvieron ningún efecto en la historia o la caracterización del personaje central. Pero en otras entrevistas afirmó que ese metraje creaba «misteriosos giros (que [la película] no tomó nunca)», sobre las sospechas de que el personaje de Pacino podría convertirse en el asesino, que el metraje eliminado hacía más o menos ambiguo. Cuando Friedkin intentó restaurar el metraje eliminado para el lanzamiento de la película en DVD descubrió que la United Artists ya no lo tenía. El realizador manifestó su opinión de que dichas secuencias fueron destruidas por United Artists. Ello no impidió que se intercalaran algunos fotogramas de pornografía gay en la primera escena en la que se describe un asesinato.

## Polémica
Friedkin pidió al escritor gay John Rechy, algunas de cuyas obras estaban ambientadas en los mismos entornos de la película, que revisara Cruising antes de su estreno. Rechy había escrito un ensayo defendiendo el derecho de Friedkin a hacer la película aunque no defendía la película en sí misma. A sugerencias de Rechy se eliminó una escena en la que se mostraba un grafiti con el lema del liberación gay: «Nosotros estamos en todas partes», antes de que se encontrara el primer cadáver en el río, y en su lugar se añadió un anuncio de descargo de responsabilidad:

Esta película no se plantea como una condena al mundo homosexual. Se enmarca en un pequeño segmento de este mundo y no intenta representarlo en su totalidad.
John Rechy

Friedkin posteriormente afirmó que la asociación cinematográfica y United Artists habían solicitado la inclusión de ese anuncio previo denominándolo «parte de la oscura negociación que se hizo para la película a fin de que se estrenara» y «una concesión a las organizaciones pro derechos gays». Friedkin afirmó que nadie involucrado en la realización del film pensó que se consideraría como una representación de toda la comunidad gay pero el historiador gay Vito Russo discrepa alegando que el anuncio es «una admisión de culpa. ¿Qué director haría tal afirmación si realmente creyera que su película no se tomaría como una representación del todo?».
Pese a estas acciones tomadas por Friedkin, la película provocó numerosas protestas ante la "estereotipación" del colectivo homosexual, que organizó marchas en contra incluso durante el rodaje, aunque dichas protestas fueron ignoradas por el gran público.

## Recepción
La película tiene una calificación positiva en los portales de información cinematográfica. En IMDb, con 17.730 votaciones, obtiene una puntuación de 6,4 sobre 10. En FilmAffinity, con 4,293 votos, es calificada con un 6,2 sobre 10.

## Banda sonora
Esta película presenta la única participación en una banda sonora de la influyente banda de punk rock de Los Ángeles Germs. Grabaron seis canciones para la película y solo una de ellas, «Lion's Share», apareció en ella. El tema «Shakedown, Breakdown» fue escrito y grabado especialmente para la película por la banda de culto de Toronto Rough Trade.
La banda sonora, publicada comercialmente por el sello Lorimar Records en 1980, carece de los temas clásicos de la película, como la música de Jack Nitzsche y la pieza de Boccherini Música nocturna de las calles de Madrid n.º 6, Op. 30. Está conformada por canciones compuestas e interpretadas por Willy DeVille, The Cripples, John Hyatt, Madelynn Von Ritz, Mutiny, Rough Trade y Germs.